# فرودگاه ماریون – رنکین فیت
فرودگاه ماریون – رنکین فیت (به انگلیسی: Marion County – Rankin Fite Airport) یک فرودگاه همگانی بهره‌برداری هوایی با کد یاتا HAB است که یک باند فرود آسفالت دارد و طول باند آن ۱۶۷۶ متر است. این فرودگاه در شهر همیلتون، آلاباما کشور ایالات متحده آمریکا قرار دارد و در ارتفاع ۱۳۵ متری از سطح دریا واقع شده‌است.